# Hilarion Alfejev
Hilarion Alfejev, ryska Иларион Алфеев, född 24 juli 1966 i Moskva, är en rysk biskop, kompositör och teolog. 
År 2002 blev han ryska ortodoxa kyrkans representant i Bryssel, därefter 2003 ryska ortodoxa kyrkans biskop i Wien och Österrike. Sedan 2009 är han chef för Ryska Ortodoxa Kyrkans Avdelning för externa kyrkliga förbindelser, nu med titeln metropolit av Volokolamsk.

## Publikationer
- Trons mysterium. Artos & Norma Bokförlag/Anastasis Media AB (Malmö, 2010).
- Uskon mysteeri. Johdatus ortodoksineen dogmatiseen teologiaan. Ortodoksisen kirjallisuuden Julkaisuneuvosto (Jyväskylä, 2002).
- St Symeon the New Theologian and Orthodox Tradition (Oxford, 2000).
- The Spiritual World of Isaac the Syrian (Kalamazoo, Michigan, 2000).
- The Mystery of Faith. Introduction to the Teaching and Spirituality of the Orthodox Church (London, 2002).
- Orthodox Witness Today (Geneva, 2006).
- Le mystère de la foi. Introduction à la théologie dogmatique orthodoxe (Paris, 2001).
- L’univers spirituel d’Isaac le Syrien (Bellefontaine, 2001).
- Le mystère sacré de l’Eglise. Introduction à l’histoire et à la problématique des débats onomatodoxes (Fribourg, 2007).
- Le Nom grand et glorieux. La vénération du Nom de Dieu et la prière de Jésus dans la tradition orthodoxe (Paris, 2007).
- Le chantre de la lumière. Initiation à la spiritualité de saint Grégoire de Nazianze (Paris, 2007).
- La gloria del Nome. L’opera dello schimonaco Ilarion e la controversia athonita sul Nome di Dio all’inizio dell XX secolo (Bose, 2002).
- La forza dell’amore. L’universo spirituale di sant’Isacco il Syro (Bose, 2003).
- Cristo Vincitore degli inferi (Bose, 2003).
- Άγιος Ισαάκ ο Σύρος. Ο πνευματικός του κόσμος (Αθήνα, 2005).[död länk]
- Hristos, biruitorul iadului (Bucureşti, 2007).
- Geheimnis des Glaubens. Einführung in die orthodoxe dogmatische Theologie (Freiburg Schweiz, 2003).

## Verk (musik)
- "Liturgi" för kör (2006).
- "Vesper" för sångsolister och kör (2006).
- "Matteuspassionen" för stråkorkester, sångsolister och kör (2006).
- "Juloratoriet" för symfoniorkester, sångsolister och kör (2007).
- "Memento" för orkester (2008).